# II. Duncan skót király
II. Duncan (skót gaelül: Donnchad mac Maíl Coluim), (1060 körül – 1094. november 12.) skót király 1094-ben.

## Élete
Duncan édesanyját az Orkneyinga saga, (más néven Orkney grófjainak története) nevesíti, mely feljegyzi Malcolm és Ingibiorg házasságát, majd megemlíti: „az ő fiuk volt Duncan, skót király, Vilmos apja”. II. Duncan nevét nagyapja, I. Duncan után kapta. Ingibiorgot soha nem említik elsődleges skót vagy angol krónikaírók. Elképzelhető, hogy csak szerető volt, vagy az egyház által nem szentesített házasságban élt Malcolmmal. . William of Malmesbury, a XII. századi angol történész szerint Duncan III. Malcolm törvénytelen fia.. Ez a minősítés több középkori krónikás véleményére volt hatással, akik szintén törvénytelen fiúként hivatkoznak Duncanre.
Hosszú éveken keresztül (valószínűleg 1072-től 1087-ig) túszként élt a normannoknál, amellyel állítólag megerősítette édesapjának Hódító Vilmos számára tett hűbéri esküjét. 1093-ban elhunyt Malcolm, de utóda nem Duncan, hanem Malcolm fivére, III. Donald lett.
A következő évben Duncan – angol és normann segítséggel – elűzte nagybátyját a trónról, és maga ült a helyére. Nem uralkodhatott sokáig, mert még abban az évben megölték – feltehetően III. Donald parancsára, aki így ismét trónra léphetett.